# Бутера
Бутера (итал. Butera) — коммуна в Италии, располагается в регионе Сицилия, подчиняется административному центру Кальтаниссетта.
Население составляет 5178 человек (на 2004 г.), плотность населения составляет 18 чел./км². Занимает площадь 295 км². Почтовый индекс — 93011. Телефонный код — 0934. Покровителем населённого пункта считается Святой Рох (итал. San Rocco). Праздник ежегодно празднуется 16 августа.
В 1563 году Бутера была возведена в статус княжества, которым с 1580 года владел род Бранчифорте. Муж последней его представительницы, Георг Вильдинг, после её смерти женился в 1835 году на княжне Варваре Шаховской, одной из богатейших женщин России, которая с того времени носила фамилию Бутера-Радали.